# Pegaso Z-103
El Pegaso Z-103 fue un automóvil deportivo español producido por Pegaso de 1955 a 1958. El Z-103 fue el segundo y último automóvil deportivo fabricado por Pegaso antes de que la compañía volviera a centrarse en los camiones comerciales. El automóvil tuvo poco éxito y se sabía que solo 3 habían sido construidos. Un sedán Z-104 también había estado en proceso, pero la idea nunca llegó a buen término.

## Historia
El Z-103 se introdujo en 1955 como sucesor del Z-102, la oferta anterior de la compañía. Se suponía que el Z-103 usaba una gama de motores V8 de mayor desplazamiento que intercambiaban las complejas cámaras superiores del Z-102 por una configuración de válvula superior más simple. La construcción se mantuvo igual que el modelo anterior con cuerpos construidos en parte de acero, parte de aluminio. 

## Actuación
Pegaso había planeado ofrecer el Z-103 con la opción de un motor V8 de 3.9, 4.5 o 4.7 litros, que podría equiparse con un sobrealimentador opcional. Según los informes, un motor, equipado con carburadores mejorados y un sobrealimentador opcional, produjo 350 CV (260 kW) y se afirmó que era capaz de alcanzar una velocidad máxima de 170 mph (270 km / h). 

## Producción
Las estimaciones de producción para el Z-103 varían, pero la mayoría de las fuentes dicen que solo se construyeron 3 autos originales, uno de los cuales era un convertible y otro un auto sin motor usado para exhibiciones automáticas. Además, se ensambló otro Z-103 en 1962 de los recambios sobrantes de la producción de los automóviles originales. 